# Hlavu vzhůru!
Hlavu vzhůru! (v originále La Tête haute) je francouzský dramatický film z roku 2015, který režírovala Emmanuelle Bercot podle vlastního scénáře. Snímek měl světovou premiéru na filmovém festivalu v Cannes dne 13. května 2015.

## Děj
Malony má jedenáct let. Jeho mladá matka Séverine, nezodpovědná, na drogách a labilní, mu neposkytuje uspokojivé emocionální a výchovné prostředí. Dětská soudkyně Florence Blaqueová Malonyho umisťuje do stále přísnějších zařízení. Jeho katastrofální školní docházka je přerušena, trpí nezvladatelné záchvaty násilí a páchá další zločiny. Soudkyně se mu však snaží pomoci navzdory několika málo výsledkům, kterých dosáhla, a navzdory často nepřátelskému chování mladého chlapce. Když je Malonymu 16 let, převezme jeho dohled soudní vychovatel Yann, který se rozhodne ho zachránit s podporou soudkyně. která v něj věří.

## Obsazení
| Rod Paradot        | Malony Ferrandot                      |
| Benoît Magimel     | Yann, vychovatel                      |
| Catherine Deneuve  | Florence Blaque, soudkyně mladistvých |
| Sara Forestierová  | Séverine Ferrandot, Malonyho matka    |
| Diane Rouxel       | Tess, Malonyho přítelkyně             |
| Élizabeth Mazev    | Claudine, matka Tess                  |
| Anne Suarez        | ředitelka výchovného ústavu           |
| Christophe Meynet  | mistr Robin                           |
| Martin Loizillon   | prokurátor                            |
| Catherine Salée    | Gladys Vatier, sociální poradce       |
| Raoul Fernandez    | vychovatel                            |
| Ludovic Berthillot | Ludo, vychovatel                      |

## Ocenění
- Filmový festival v Cabourgu: Swann d'Or pro nejlepšího herce (Benoît Magimel), cena "Premier rendez-vous" (Rod Paradot)
- Lumières: nejnadějnější herec (Rod Paradot)
- César: nejslibnější herec (Rod Paradot), nejlepší herec ve vedlejší roli (Benoît Magimel); nominace v kategoriích nejlepší film, nejlepší režisér (Emmanuelle Bercot), nejlepší herečka (Catherine Deneuve), nejlepší herečka ve vedlejší roli (Sara Forestier), nejslibnější herečka (Diane Rouxel), nejlepší původní scénář (Emmanuelle Bercot a Marcia Romano)